# Instrumentum laboris
Instrumentum laboris (česky pracovní nástroj) je druh oficiálního vatikánského dokumentu používaného na generálním shromáždění biskupské synody. První takový dokument byl vypracován pro synodu o evangelizaci v roce 1974.
Instrumentum laboris vychází z odpovědí na Lineamenta, úvodu a nástinu tématu k diskusi, které jsou zasílány všem biskupským konferencím, východním církvím, oddělením kurie a unii generálních představených před shromážděním biskupů. Odpovědi na Lineamenta se zasílají generálnímu sekretariátu, který je následně uspořádá tak, aby určil hlavní body jednání shromáždění. Poté vypracuje instrumentum laboris jako vodítko pro diskusi, do něhož zahrne podněty získané z Lineamenta spolu s učením církve k danému tématu a dalšími relevantními materiály. Dokument je poté schválen papežem, podle potřeby přeložen a zaslán biskupům shromážděným na synodu. Shromáždění biskupové o jeho obsahu diskutují a v průběhu synody jej mohou upravit nebo dokonce zcela přepracovat. Dokument může být také zveřejněn k přečtení široké veřejnosti.
Instrumentum laboris není ukazatelem toho, jaké budou závěry synody, ale může poskytnout představu o obecné shodě v církvi na projednávaném tématu. Papež Jan Pavel II. prohlásil, že dokument je „znamením a buditelem společenství, [protože] vyjadřuje hlas církve a zároveň podporuje výměnu, která tento hlas obohacuje ve společném úkolu“.
Během rozhovorů na II. vatikánském koncilu se většina přítomných biskupů shodla na tom, že instrumentum laboris je pro život církve potřebné.